# Castiglione della Pescaia
Castiglione della Pescaia é uma comuna italiana da região da Toscana, província de Grosseto, com cerca de 7.465 (Cens. 2001) habitantes. Estende-se por uma área de 208,96 km², tendo uma densidade populacional de 35,72 hab/km². Faz fronteira com Gavorrano, Grosseto, Scarlino.

## Demografia
| Variação demográfica do município entre 1861 e 2011                               |
|                                                                                   |
| Fonte: Istituto Nazionale di Statistica (ISTAT) - Elaboração gráfica da Wikipedia |